# Florence Barsosio
Florence Jepkemoi Barsosio, née le 11 août 1976 dans le district de Keiyo, est une athlète kényane spécialisée dans la course de fond. Sa sœur Sally Barsosio est aussi athlète de haut niveau.

## Biographie
Née en 1976, elle est la sœur de Sally Barsosio, née en 1978, première athlète féminine kényane à remporter un titre mondial senior, dès 1997, sur 10 000 m lors des Championnats du monde d'Athènes. Un de ses oncles, Paul Koech, né en 1969, est aussi un spécialiste des courses de fond, champion d'Afrique en 5 000 m en 1996, et champion du monde de semi-marathon en 1998.
Florence participe elle aussi à plusieurs finales de championnats du monde sur des épreuves de courses de fond, et de cross-country. Elle remporte ainsi en 1996 le cross de Vallagarina, le tour de Montefortiana et le Giro de Castelbuono,. Mais c'est en course sur route, et notamment en marathon qu'elle remporte la majorité de ses succès : elle a ainsi remporté le marathon de Turin en 2000, mais également ceux de Paris, en 2001 devant sa compatriote Ruth Kutol, de Madrid en 2004, de Florence en 2004 toujours, et de Vienne en 2005.

## Records personnels
| Surface | Évènement     | Temps           | Lieu                 | Date            |
| ------- | ------------- | --------------- | -------------------- | --------------- |
| Piste   | 3 000 m       | 8 min 53 s 50   | Nice, France         | 16 juillet 1997 |
| Piste   | 5 000 m       | 15 min 20 s 51  | Berlin, Allemagne    | 26 août 1997    |
| Piste   | 10 000 m      | 34 min 01 s 0   | Novare, Italie       | 24 avril 2005   |
| Route   | Semi-marathon | 1 h 11 min 09 s | Paris, France        | 13 mars 2000    |
| Route   | Marathon      | 2 h 27 min 00 s | New York, États-Unis | 5 novembre 2000 |